# Koningin Emma Fonds

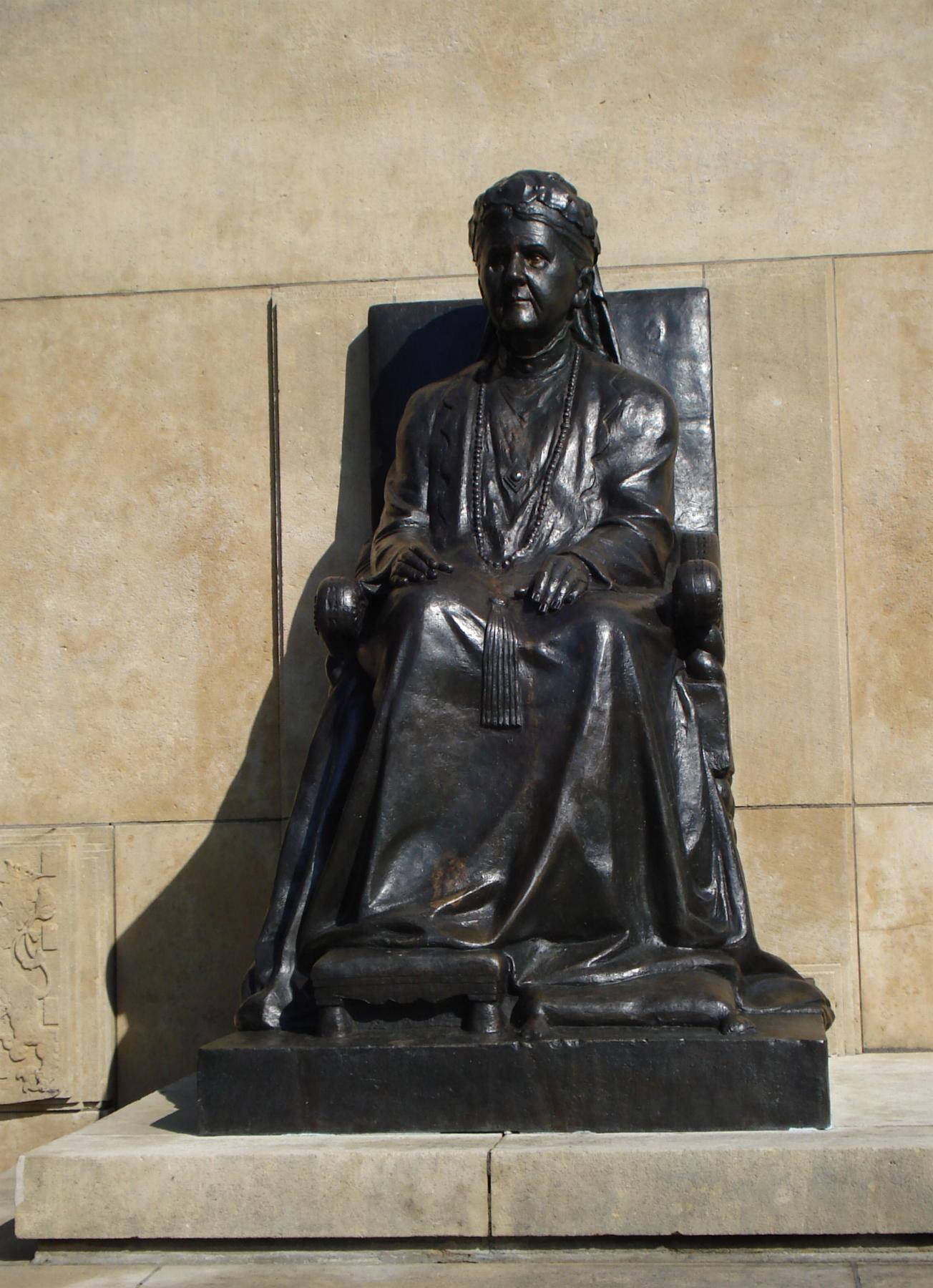
Koningin Emma op het Joseph Israëlsplein in Den Haag

Het Koningin Emma Fonds (KEF) is een charitatieve instelling tot ondersteuning van kwetsbare ouderen in Den Haag.

## Geschiedenis
De Vereeniging Koningin Emma Fonds werd op 21 januari 1895 opgericht op initiatief van Martin van Raalte, die ook de eerste secretaris was. De eerste voorzitter was mr. W.J. Snouck Hurgronje, terwijl mr. C.J.E. graaf van Bylandt ondervoorzitter was. Het fonds had in het oprichtingsjaar 193 donateurs, die allen minimaal tien gulden gaven. De contributie voor gewone leden bedroeg fl. 2,50 per jaar. Vanaf 1900 werden ook legaten ontvangen.
Het fonds hielp mannen en vrouwen boven de tachtig jaar, in die tijd soms ook jongere bejaarden. Soms betrof het een eenmalige ondersteuning in de vorm van een geldelijke steun, kleding, voedsel of versterkende middelen. Ook brandstoffen werden uitgedeeld. Het Koningin Emma Fonds ondersteunde ook de Vereeniging tot oprichting en exploitatie van volkssanatoria voor borstlijders in Nederland, opgericht in 1898 en gevestigd te Apeldoorn.
Regentes Emma verleende haar naam aan het fonds en werd beschermvrouwe. Zij had belangstelling voor armen en zieken, aangewakkerd door het in 1869 overlijden aan tuberculose van haar 15-jarige zuster Sophie. Emma trouwde in 1878 met de veertig jaar oudere Willem III. Een jaar later werd ze al beschermvrouwe van de industriescholen in Amsterdam en Den Haag. Na enkele jaren begon de gezondheid van de koning achteruit te gaan en na het overlijden van haar man in 1890 werd Emma regentes voor haar dochter, de latere koningin Wilhelmina.
Het onder WIllem III opgerichte Bureau voor Weldadigheid bleef tijdens haar regentschap bestaan en het budget werd in die periode verhoogd tot 20.000 gulden. Emma bezocht veel tehuizen en ziekenhuizen en ze had grote belangstelling voor de vakopleidingen en de medische verzorging. Ze speelde een grote rol in de bestrijding van tuberculose. Toen zij aftrad stelde zij haar Oranje Nassau's Oord in Renkum ter beschikking om er het eerste Nederlandse sanatorium op te richten. Ook haar afscheidscadeau, het Nationaal Geschenk, werd ter beschikking van dit sanatorium gesteld.
Emma overleed in 1934 en maakte als beschermvrouwe het jubileum van het fonds in 1935 niet meer mee.
Voor het 100-jarig bestaan werd een boekje uitgegeven: Te smartelijk treft het Aanschouwen, 100 jaar Koningin Emma Fonds, 1895-1995.
In 2021 is het Koningin Emma Fonds overgestapt op een andere werkwijze. Sindsdien ondersteunt het Fonds activiteiten in Den Haag ten behoeve van zelfstandig wonende bejaarden (overwegend ouder dan 70 jaar). Het gaat dan om zaken als: eenzaamheidsbestrijding, zinvolle levensvervulling en gezond leven, maar ook om hulp bij dagelijkse dingen (boodschappenhulp) en noodhulp.